# Castell d'Arsèguel
El Castell d'Arsèguel és un edifici del municipi d'Arsèguel i que està declarat bé cultural d'interès nacional.
El castell va ser totalment destruït l'any 1592 però hi ha diversos elements al municipi que possiblement pertanyen al castell: una mitja torre adossada a una casa, un gran arc de mig punt que forma part d'un mur d'una casa a la plaça de l'ajuntament i alguns elements prop de l'església parroquial com una cara esculpida de la façana de l'església. Les notícies sobre aquest castell són molt escasses. Al segle xii era tingut per la comtessa del Pallars. Al segle xvi, dins dels conflictes entre Nyerros i Cadells, els soldats del Sometent de Bagà van assaltar el castell i el derruïren totalment l'any 1592.